# Микайлова Анастасія Василівна
Анастасія Василівна Микайлова (нар. 10 листопада 1931) — передовик сільськогосподарського виробництва, Герой Соціалістичної Праці (1976). Член КПРС (з 1970).

## Біографія
Народилася в с. Юрівка Тьомкинського району в селянській родині. Закінчила середню школу в селі Тьомкино. Кілька років працювала в місцевому колгоспі, потім переїхала в с. Ворсіно Борівського району Калузької області. З 1954 по 1988 рік працювала дояркою, оператором машинного доїння радгоспу (племрадгоспі) «Ворсінов».
А. В. Микайлова першою в Борівському районі надоїла по 5000 кілограмів від кожної корови. У 1970 році нагороджена медаллю «3а доблесну працю. В ознаменування 100-річчя з дня народження В. І. Леніна», в 1971 — орденом Жовтневої Революції, в 1973 — орденом Леніна. Має медалі ВДНГ (3 золоті та 3 срібні).
Указом Президії Верховної Ради СРСР від 23 грудня 1976 року за видатні успіхи у розвитку тваринництва А. В. Микайловій присвоєно звання Героя Соціалістичної Праці.
З 1989 року — персональний пенсіонер. Живе в с. Ворсіно Калузької області.